# Odd Fermbo
Oddmund (Odd) Fermbo, född 18 april 1915 i Vågans kommun, Nordland fylke, död 7 maj 2001 i Hässelby församling, Stockholm, var en norsk-svensk inredningsarkitekt. 
Efter skolgång i Norge studerade Fermbo hos professor Carl Malmsten och arkitekt G. Brodersen i Sverige 1939. Han anställdes vid Nordiska Kompaniets dotterbolag 1944, var även lärare i estetiska ämnen och bedrev egen inredningsarkitektrörelse från 1944.